# PZL Ł.2
Le PZL Ł.2 était un aéronef de communication polonais construit en 1929 à la Polskie Zakłady Lotnicze (PZL), à Varsovie.

## Développement
En 1927, le ministère polonais de la guerre passa une commande pour un avion d'observation et de liaison militaire. Il a été conçu pour fonctionner à partir de terrains d'aviation, utilisé par l'armée de terre. Jerzy Dąbrowski and Franciszek Kott, de la PZL, proposèrent un avion, initialement désigné par PZL.2. C'était l'un des premiers PZL dessinés. Le premier prototype a volé plus tard en 1929.
En 1930, il fut testé et évalué par l'Armée de l'air polonaise. Grâce à la mécanisation des ailes, il permettait d'utiliser une distance moins importante à terre pour les décollages et atterrissages. Il offrait aussi une bonne maniabilité et de bonnes performances. Malgré la bonne évaluation du PZL.2, ce qui le rendait plus avantageux par rapport à ses deux concurrents, les  Lublin R-X et PWS-5t2, une seule série minime fut commandée, alors qu'il a été décidé de développer une méthode de conception plus simple et satisfaisante, ce qui a abouti au Lublin R-XIII.
Une commande initiale de l'armée de l'air portant le nombre d'avions commandés à 30 PZL.2 fut rabaissée à 25. Ces avions seront construits en 1930 et 1931. Le nom changea aussi en PZL Ł.2 (Ł pour "łącznikowy", qui veut dire liaison). Les prototypes de l'usine étaient numérotés de 55.1 à 55.26.
La première série de Ł.2 a été convertie en 1931 en un avion sportif capable de parcourir de longues distances, avec des réservoirs de carburant pouvant contenir jusqu'à 600 litres et portant l'autonomie à 2000 km.
En raison de la réduction de la commande (25 avions au lieu de 30), il restait des pièces pour 5 autres avions. En 1930, la PZL proposa à la marine polonaise une variante du Ł.2 : un genre d'hydravion de patrouille désigné par PZL.9, mais il ne fut jamais construit. Plus tard, la PZL proposa un autre hydravion de patrouille et de combat, le PZL.15, basé sur les mêmes pièces que le Ł.2. Mais il ne sera pas non plus construit. Les pièces restantes des Ł.2 décommandés (ailes, queue, moteur) seront utilisées pour un prototype d'avion passager, le PZL.16.

## Services opérationnels
En mai 1930, le prototype PZL.2 a été présenté par Bolesław Orliński à un meeting aérien à Brno, où il impressionna les spectateurs par son atterrissage court et sa vitesse minimale. Après avoir été équipé d'une mitrailleuse à l'arrière, il fut présenté à Paris en décembre 1930.
Les avions de série ont été utilisés par l'armée de l'air polonaise en tant qu'avions de liaison. En 1939, ils ont été remplacés par les Lublin R-XIII et PA-8. Ils ont également été utilisés pour les entraînements à Dęblin.
Le PZL Ł.2 a été utilisé pour des vols de grandes distances. Du 1er février au 5 mai 1931, Stanisław Skarżyński vola en Afrique, via (entre autres) Varsovie - Belgrade - Athènes - Le Caire - Khartoum - Léopoldville - Port-Gentil - Douala - Lagos - Abidjan - Bamako - Dakar - Port Etienne - Casablanca - Alicante - Bordeaux - Paris - Berlin et Varsovie. Il réalisa un vol d'environ 25 050 km. L'avion fut surnommé 'Afrykanka' (la femme africaine). Le moteur dut petre réparé deux fois durant le voyage. Du 7 au 8 juin 1931, Skarżyński vola de Poznań à Bucarest. En juillet 1932, il transporta les planeurs polonais SG-21 et SG-28 pour une compétition internationale dans le massif montagneux de Rhön, en Allemagne. L'avion fut radié en novembre 1935.

## Opérateurs
Pologne
- L'Armée de l'air polonaise employa 24 avions.
- La compagnie PZL employa deux avions.

## Spécifications

### Description
Le PZL Ł.2 était un monoplan conventionnel dans l'agencement, construit dans tous les métaux. Il était encadré de duralumin et la toile couverte de fuselage (le moteur était couvert de duralumin). L'équipage, constitué de 2 personnes, était installé dans un cockpit ouvert, avec les contrôles disponibles pour les deux membres. L'observateur avait une mitrailleuse Lewis 7,7 mm sur un anneau de montage. L'aile, couverte de toile, pouvait être démontée. La queue, construite en duralumin, était couverte de toile. Il avait un train d'atterrissage fixe.
Le moteur consommait de 45 à 50 litres par heure.